# مايكون بيريرا روكي
مايكون بيريرا روكي (بالبرتغالية: Maicon Pereira Roque‏) وإسمه اختصاراً مايكون وهو لاعب كُرَة قَدَم برازيلي في مركز قلب الدفاع ولد في يوم 14 سبتمبر 1988 في مدينة بارريتوس في ولاية ساوباولو في البرازيل وسبق له اللعب مع نادي كابوفرينسه وناسيونال ماديرا ونادي كروزيرو وبورتو وغلطة سراي ونادي النصر السعودي ويبلغ طوله 191 سم.
لعب في نادي النصر السعودي و حقق معهم لقب الدوري السعودي2019 وكأس السوبر 2020 و 2021.

## روابط خارجية
- مايكون بيريرا روكي على موقع الاتحاد الأوربي (الإنجليزية)
- مايكون بيريرا روكي على موقع اتحاد تركيا (لاعب) (الإنجليزية)
- مايكون بيريرا روكي على موقع قاعدة بيانات كرة القدم.إي يو (الإنجليزية)
- مايكون بيريرا روكي على موقع Soccerway.com (الإنجليزية)
- مايكون بيريرا روكي على موقع عالم كرة القدم.نت (الإنجليزية)
- مايكون بيريرا روكي على موقع AS.com (الإسبانية)